# Robin Zander
Robin Zander (Beloit, Wisconsin, Estados Unidos, 23 de enero de 1953) es un cantante y guitarrista rítmico de la banda de rock Cheap Trick.

## Biografía

### Primeros años
Zander es el cuarto de cinco hijos, tiene dos hermanos mayores y dos hermanas. Comenzó a leer a los tres años y aprendió a tocar la guitarra a los 12. Formó su primer grupo, The Destinations, mientras cursaba Séptimo Grado. Al año siguiente, con un grupo llamado Butterscotch Sundays, tocó en festivales de verano, formando después Robin and The Hoods. En la escuela secundaria, Zander cantó durante tres años en The Madrigals, el más exigente de los tres grupos corales en su escuela, jugó a baloncesto y fútbol, y trabajó a tiempo parcial en una sandwichería.

### Cheap Trick
En 1972, se le ofreció a Zander la oportunidad de ser el cantante de una nueva banda llamada Cheap Trick. La oferta le vino del batería del grupo Bun E. Carlos. En aquel momento, Zander estaba bajo contrato en un local de Wisconsin Dells, donde cantaba versiones. Cheap Trick ya tenía un cantante, Randi "Xeno" Hogan, pero éste dejó la banda al mismo tiempo que Zander quedaba libre de su contrato. Zander entró en la banda; y el guitarrista Rick Nielsen comenzó a presentarle en los conciertos como mi cantante favorito en todo el mundo.
En 1993, Zander publicó un álbum en solitario titulado con su propio nombre.

## Vida privada
Zander actualmente reside en Safety Harbor (Florida) con su esposa y sus dos hijos. Tiene dos hijos de un matrimonio anterior que en la actualidad residen en Rockford, Illinois.

## Discografía

### Estudio
- Robin Zander (1993) (incluye un dúo con la cantante Stevie Nicks en el tema Secret).

### Sencillos
- I've Always Got You (1993), #13 Billboard, del álbum Robin Zander.
- Surrender To Me con Ann Wilson (1988), para la banda sonora de Tequila Sunrise.
- In This Country, para la banda sonora de Over The Top.

### Otras colaboraciones
Robin Zander aparece en diversos discos de otros artistas. Algunos de los más notables son:
- Doctor Feelgood, de Mötley Crüe
- Amazing Disgrace, de The Posies